# Piston (entreprise)
Le piston est l'action par laquelle une personne est recrutée pour un emploi ou nommée à une fonction grâce à la recommandation ou l'appui d'une connaissance qui, travaillant souvent au sein de l'entreprise ou de l'organisation concernée, va recommander le candidat à l'employeur ou à l'institution.

## Caractéristiques
L'expression "par piston" signifie généralement qu'une personne a obtenu un emploi, une promotion, un avantage ou une opportunité grâce à des relations personnelles ou familiales, plutôt qu'à ses compétences ou à son mérite.

Le terme couramment utilisé pour décrire cette situation est le népotisme, qui fait référence à la pratique consistant à favoriser les membres de sa propre famille ou ses relations personnelles dans les décisions d'embauche ou d'avancement, plutôt que de se baser sur des critères objectifs de qualification ou de performance.
Pour les articles homonymes, voir Piston.
L'employeur valide généralement les compétences du candidat recommandé avant de l'employer.
Le verbe pistonner est un terme français, qui a pour synonyme le plus fort le verbe appuyer. L'usage du piston mécanique dans ce sens figuré est attesté depuis 1857,.
Cette pratique est souvent mal perçue car elle peut représenter un favoritisme de la part de l'employeur, et être considérée comme de l'arrivisme de la part du candidat (phase de recrutement moins longue etc.). C'est une forme officieuse de cooptation.